# 麻將棋
麻將棋，是流傳於湖南瀘溪縣的兩人棋類，以麻將作棋具。其他地方亦有同名的遊戲。

## 棋具
- 採用只有108張序數牌的湖南麻將。

## 規則
- 將所有牌隨機組成橫九縱十二的排列。

- 各方回合輪流從任一或二縱行的頭或尾端取走一對子牌。

- 當無對子可拿時，遊戲結束。以各方所有牌序數的一半總數為分數，高分者勝[2]。

## 外部連結
- 遊戲下載[]